# Hluboká a komplexní zóna volného obchodu

Členské státy Evropské unie – Evropský jednotný trh
Státy mimo EU, které se účastní na jednotném trhu s výjimkami, také členové ESVO
Státy mimo EU, které se účastní na jednotném trhu ve vybraných sektorech, členové DCFTA

Hluboká a komplexní zóna volného obchodu (anglicky Deep and Comprehensive Free Trade Area (DCFTA)) je zóna volného obchodu vytvořená mezi Evropskou unií (EU) a třemi státy, které ratifikovaly Asociační dohodu s EU: Gruzie, Moldavsko a Ukrajina. DCFTA postupně sladí jejich trhy s trhem EU a umožňuje jejich hospodářskou spolupráci a integraci s EU.
DCFTA umožňuje asociovaným státům čtyři svobody: volný pohyb zboží, osob, služeb a kapitálu v Evropském jednotném trhu. Volný pohyb osob je však pouze v podobě možnosti krátkodobých bezvízových návštěv, neboť volný pohyb pracovníků je určen pouze pro členské státy. DCFTA je příkladem integrace zemí do Evropského jednotného trhu, které nejsou členy Evropského hospodářského prostoru.

## Historie
Gruzie a Moldavsko vstoupily do DCFTA 1. září 2014 a Ukrajina 1. ledna 2016.
Ukrajina měla smlouvu podepsat již na podzim 2013. Přípravy k podpisu prezident Janukovyč pod tlakem Ruska přerušil, což vyvolalo protesty (euromajdan), které přerostly v celostátní krizi s následným vojenským útokem Ruska proti Ukrajině.

## Efekty

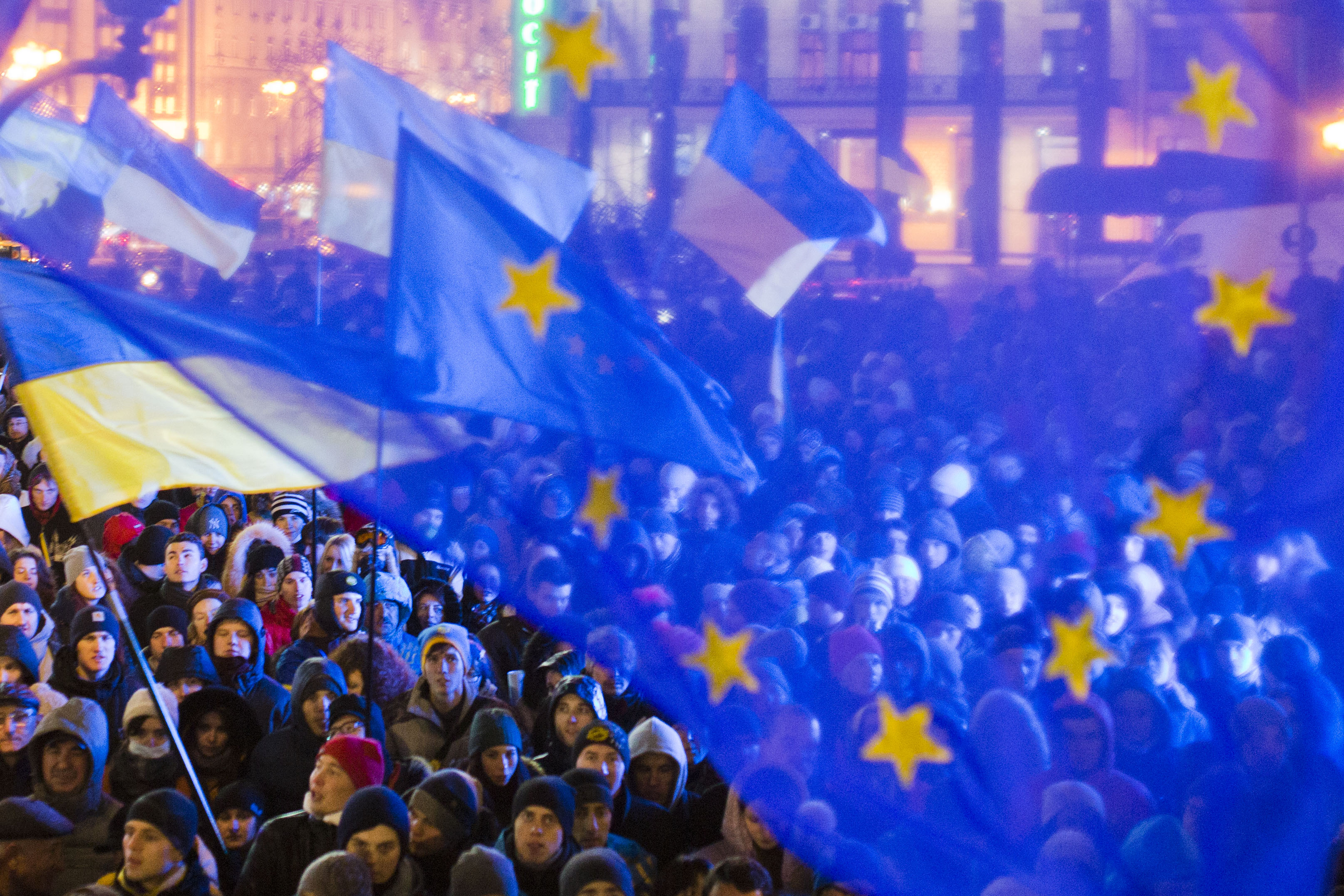
Proevropská demonstrace v Kyjevě, Ukrajina; 2013

DCFTA dává daným státům přístup do Evropského jednotného trhu ve vybraných sektorech a zajišťuje evropským investorům v daných státech stejné regulační prostředí v těchto sektorech jako je v EU. DCFTA umožňuje daným státům modernizaci jejich obchodních vztahů a hospodářský rozvoj, a to především otevřením trhů skrze postupné uvolňování celních tarifů a kvót, širokou harmonizací právních předpisů, norem a regulací v různých obchodních sektorech, čímž dojde k vytvoření předpokladů pro sladění klíčových sektorů ekonomiky daných států se standardy EU.